# NGC 4610
NGC 4610 في الفهرس العام الجديد، هي مجرة، تقع في كوكبة . اكتشفت بواسطة ويليام هيرشل.

## روابط خارجية
- NGC 4610 على موقع ويكي سكاي: DSS2, SDSS, GALEX, IRAS, Hydrogen α, X-Ray, Astrophoto, Sky Map, Articles and images